# Benzo(c)fenantren
Titlul corect al articolului este Benzo[c]fenantren. Forma corectă nu apare din cauza unor restricții tehnice.
Benzo[c]fenantrenul este o hidrocarbură aromatică policiclică cu formula chimică C18H12. Are o moleculă planară constituită din patru nuclee benzenice fuzionate.